# Sawada Atsuki
Atsuki Sawada (sinh ngày 7 tháng 10 năm 1996) là một cầu thủ bóng đá người Nhật Bản.

## Sự nghiệp câu lạc bộ
Atsuki Sawada đã từng chơi cho Shonan Bellmare.